# Embaixada do Paraguai em Brasília
A Embaixada da Paraguai em Brasília é a principal representação diplomática paraguaia no Brasil. O atual embaixador é Juan Ángel Delgadillo, no cargo desde 18 de setembro de 2019.
Está localizada na Avenida das Nações, na quadra SES 811, Lote 42, no Setor de Embaixadas Sul, na Asa Sul.

## História

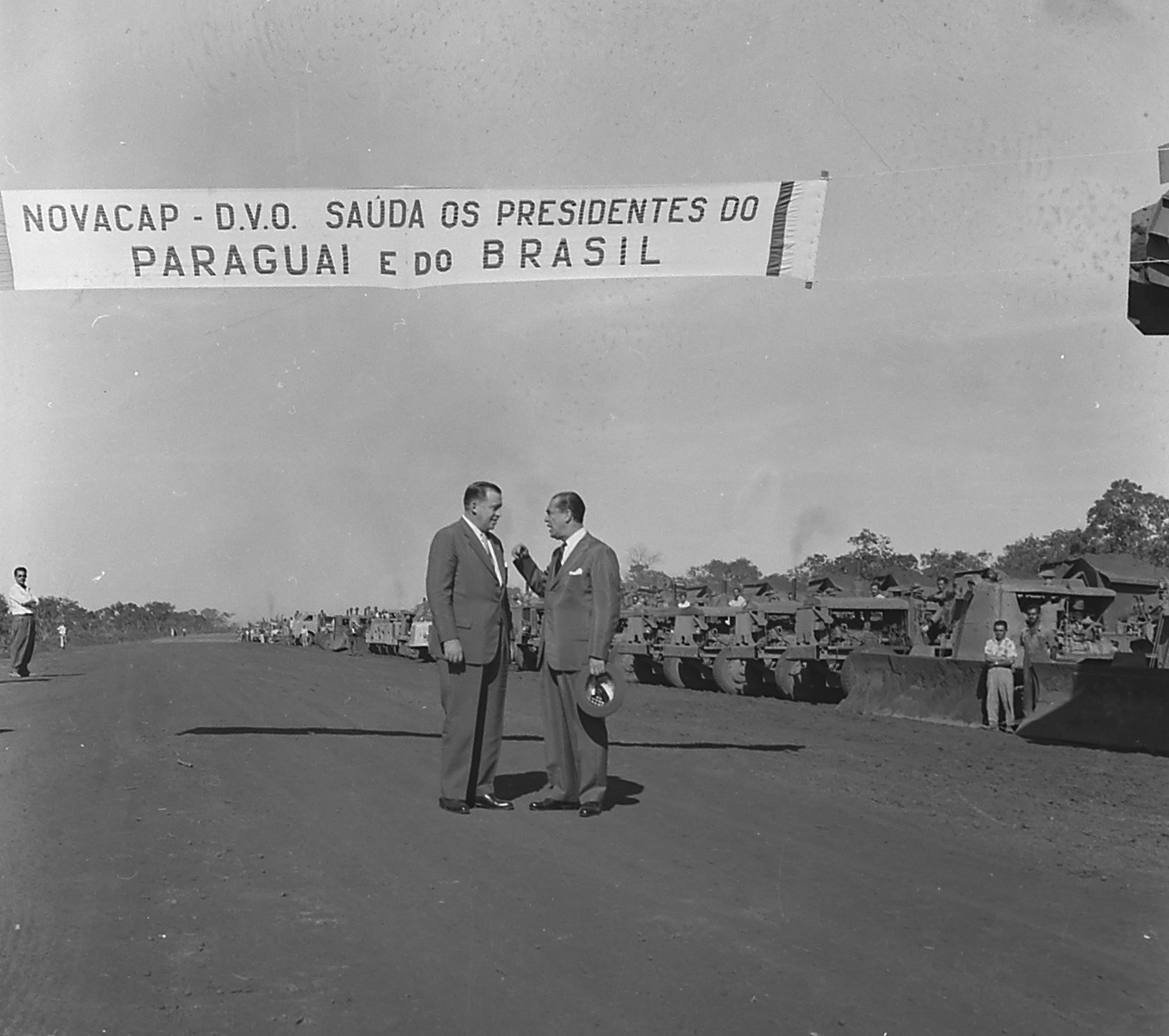
Juscelino Kubitschek e Alfredo Stroessner, então presidentes do Brasil e do Paraguai, se encontrando em Brasília, ainda em obras, em 1958.

Assim como outros países, o Paraguai recebeu de graça um terreno no Setor de Embaixadas Sul na época da construção de Brasília, medida que visava a instalação mais rápida das representações estrangeiras na nova capital, sendo que até mesmo o então presidente paraguaio, Alfredo Stroessner, foi até Brasília na época, tendo sido recebido pelo presidente Juscelino Kubitschek e inaugurando a pedra fundamental da embaixada.
Como a maioria das embaixadas americanas, a embaixada paraguaia foi construida em estilo moderno brutalista.

## Serviços
A embaixada realiza os serviços protocolares das representações estrangeiras, como o auxílio aos paraguaios que moram no Brasil e aos visitantes vindos da Paraguai e também para os brasileiros que desejam visitar ou se mudar para o país vizinho. Outras ações que passam pela embaixada são as relações diplomáticas com o governo brasileiro nas áreas política, econômica, cultural e científica. O Brasil e o Paraguai são parceiros comerciais e políticos, com o país vizinho sendo o segundo com maior população brasileira fora do Brasil, mais de 300 mil. As relações entre brasileiros e paraguaios nas fronteiras compartilhadas entre os dois países, mais de 1300 quilômetros, nem sempre tem sido amistosas, e a diplomacia atua para evitar conflitos e defender os interesses paraguaios. Os países também compartilham a gestão e negociam entre si a energia da Usina Hidrelétrica de Itaipu e fazem parte do Mercosul. As trocas comerciais entre ambos são de mais 4 bilhões de dólares.
Além da embaixada, que conta com um setor consular, o Paraguai conta com mais quatro consulados gerais no Rio de Janeiro, em São Paulo, em Porto Alegre e em Curitiba, cinco consulados em Campo Grande, Ponta Porã, Foz do Iguaçu, Guaíra e Santos e mais cinco consulados honorários no Recife, em Cuiabá, em Blumenau e em Uberaba.